# Lenny (musikalbum)
Lenny är den amerikanske rockmusikern Lenny Kravitz sjätte studioalbum utgivet av Virgin Records 2001.
"Dig In" var den största hiten från albumet och belönades också med en Grammy i kategorin "Best Male Rock Vocal Performance".

## Låtlista
Samtliga låtar skrivna av Lenny Kravitz, om annat inte anges.
1. "Battlefield of Love" - 3:14
2. "If I Could Fall in Love" (Lenny Kravitz/Craig Ross) - 4:21
3. "Yesterday Is Gone (My Dear Kay)" - 3:52
4. "Stillness of Heart" (Lenny Kravitz/Craig Ross) - 4:15
5. "Believe in Me" (Henry Hirsch/Lenny Kravitz) - 4:40
6. "Pay to Play" - 2:50
7. "A Million Miles Away" - 4:32
8. "God Save Us All" - 3:53
9. "Dig In" - 3:37
10. "You Were in My Heart" - 5:29
11. "Bank Robber Man" - 3:31
12. "Let's Get High" - 5:39